# دونگه بونگه
دونگه بونگه (به انگلیسی: Dunga Bunga) یک شهر در پاکستان است. دونگه بونگه ۱۵۴ متر بالاتر از سطح دریا واقع شده‌است.